# (984) Гретия
(984) Гретия (лат. Gretia) — астероид главного пояса, принадлежащий к спектральному классу Sr. Астероид был открыт 27 августа 1922 года немецким астрономом Карлом Рейнмутом в Гейдельбергской обсерватории, в Германии и назван в честь Греты—невестки астронома Альбрехта Карстедта, который попросил так назвать этот астероид в личном письме первооткрывателю в феврале 1926 года.

## Характеристики
На основе множества кривых блеска астероида был вычислен период вращения, равный 5,778 часа с амплитудой яркости от 0,26 до 0,75 звездных величины.
Оси вращения астероида имеет координаты  (92,0°, 67,0°) и (247,0°, 48,0°) в эклиптической системе координат (λ, β).
По данным исследований, проведенных с помощью инфракрасных спутников IRAS,  Akari и WISE Гретия  имеет высокое альбедо между 0.3566 и 0.4239.
На основе этих данных вычисленный размер астероида составляет от 31.91 до 36.60 километров.
По спектральной классификации SMASII астероид принадлежит к спектральному классу Sr, что означат, что астероид проявляет признаки астероидов класса S, и редкого класса P.